# Funzione pubblica
Per funzione pubblica s'intende, in diritto e  nel significato più generale del termine, l'attività svolta da un soggetto non nel proprio interesse, ma nell'interesse della collettività (interesse pubblico).

## Analisi

### Significato in senso lato
In questo senso sono funzioni pubbliche le tre classiche funzioni dello stato: normazione, amministrazione e giurisdizione, alle quali taluni aggiungono la funzione di indirizzo politico (o di governo). Nello stato di diritto tali funzioni sono attribuite a tre diversi poteri dello stato, intesi quali organi o complessi di organi separati e indipendenti dagli altri poteri: la normazione al potere legislativo, l'amministrazione al potere esecutivo e la giurisdizione al potere giudiziario (principio di separazione dei poteri); inoltre i poteri esecutivo e giudiziario possono esercitare le sole potestà loro conferite dalle norme, tendenzialmente generali e astratte, poste dal potere legislativo e le devono esercitare in conformità a tali norme (principio di legalità).

### Significati ristretti
Talvolta il termine funzione pubblica viene utilizzato per riferirsi alla sola funzione amministrativa, la quale consiste nell'attività volta alla cura degli interessi della collettività, predeterminati in sede di indirizzo politico, nel rispetto del principio di legalità. Poiché si tratta di un'attività non libera nei fini, la funzione pubblica, intesa in questo senso, viene contrapposta all'autonomia privata.
Con diverso significato, anch'esso ristretto, si parla di funzione pubblica in relazione a quelle attività che si connotano per l'esercizio di poteri autoritativi, ossia di pubbliche potestà, mediante l'adozione di provvedimenti, da parte di soggetti pubblici (lo stato e gli enti pubblici), attraverso i loro organi, oppure, in certi casi, da parte di soggetti privati (si parla, in quest'ultimo caso, di esercizio privato di funzioni pubbliche). Nell'ambito della funzione amministrativa alla funzione pubblica così intesa si contrappongono i servizi pubblici, ossia quelle attività, non connotate dall'esercizio di pubbliche potestà, volte all'erogazione di prestazioni d'interesse pubblico.
Infine, talvolta, si usa il termine collettivo funzione pubblica per  riferirsi all'insieme dei pubblici funzionari burocratici o in Italia,  dove i pubblici funzionari non hanno una disciplina differenziata  rispetto agli altri dipendenti, all'insieme dei pubblici dipendenti.